# Pinar de la Venta
Pinar de la Venta är en ort i Mexiko.   Den ligger i kommunen Zapopan och delstaten Jalisco, i den centrala delen av landet, 500 km väster om huvudstaden Mexico City. Pinar de la Venta ligger 1 788 meter över havet och antalet invånare är 764.
Terrängen runt Pinar de la Venta är kuperad åt sydväst, men åt nordost är den platt. Runt Pinar de la Venta är det mycket tätbefolkat, med 6 241 invånare per kvadratkilometer. Närmaste större samhälle är Guadalajara, 14,9 km öster om Pinar de la Venta. I omgivningarna runt Pinar de la Venta växer huvudsakligen savannskog.